# Sexsjön
Sexsjön (fi. Sääksjärvi) är en sjö i Pedersöre i Österbotten.
Sexsjön ligger 46,2 meter över havet. Arean är 1,17 kvadratkilometer och strandlinjen är 6,97 kilometer lång. Sjön  ingår i Purmo å huvudavrinningsområde.   Den sträcker sig 1,3 kilometer i nord-sydlig riktning, och 1,6 kilometer i öst-västlig riktning. Vid sjön finns en campingplats.